# Academie voor Hoger Kunst- en Cultuuronderwijs
De Academie voor Hoger Kunst- en Cultuuronderwijs (AHKCO) is een Surinaams hogeronderwijsinstituut dat gevestigd is aan de Waterkant in Paramaribo. Studenten leren onderzoek te doen en richting te geven aan uitingen in de kunst, cultuur en communicatie. Er zijn opleidingen in sociaal-cultureel vormingswerk, beeldende kunst en journalistiek. De AHKCO werd op 18 mei 1981 opgericht.
Aan de AHKCO is het enquête- en onderzoeksbureau IDOS  verbonden, voluit Instituut voor Dienstverlening, Onderzoek en Studiebegeleiding, bekend van populariteitspeilingen van politieke partijen en andere zaken.